# Remontoire
Na relojoaria, um remontoire (a partir do remonter francês, significa 'vento') é uma pequena fonte de energia secundária, um peso ou mola, que funciona em um mecanismo de cronometragem e é próprio periodicamente rebobinado pela fonte de energia principal do relógio, tal como uma mola principal . Foi utilizado em alguns relógios de precisão e para colocar a fonte de energia mais próximo do escape, aumentando assim a precisão das variações na força de acionamento provocada por irregularidade do atrito no trem de rodagem. Em relógios de precisão acionados por molas, um remontoire gravitacional às vezes é usado para substituir a força desigual distribuída pela mola principal que desce pela força da gravidade mais constante atuando sobre um peso. Em relógios de torre, serve para separar as grandes forças necessárias para mover os ponteiros das forças modestas necessárias para conduzir o escape que mantém o pêndulo oscilando. Um remontoire não deve ser confundido com uma mola de energia de manutenção, que é usada apenas para manter o relógio funcionando enquanto está sendo enrolado.

## Funcionamento
Remontoires são usados porque o mecanismo de cronometragem dos relógios de pêndulo ou roda de balanço, nunca é isócrono ; sua taxa é afetada por mudanças na força motriz aplicada a ele. Em relógios movidos a mola(corda), a força motriz diminui à medida que a mola principal diminui. Em relógios acionados por peso, a força motriz, fornecida por um peso suspenso por uma corda, é mais constante, mas imperfeições no trem de engrenagens e variações na lubrificação também causam pequenas variações. Nos relógios de torre, os grandes ponteiros, que estão presos ao trem de rodagem do relógio, estão expostos às intempéries do lado de fora da torre, então ventos e acumulações de gelo e neve aplicam forças perturbadoras aos ponteiros, que são passados para o trem de rodagem.
Com um remontoire, a única força aplicada ao escape de um relógio é a da mola ou peso do remontoire, de forma que ele é isolado de quaisquer variações na fonte de força principal ou trem de rodas, que é usado apenas para rebobinar o remontoire. Remontoires são projetados para retroceder com frequência, em intervalos entre quinze segundos e uma hora. O processo de rebobinagem é acionado automaticamente quando o peso do remontoire ou a mola atinge o fim de sua força. Esse retrocesso frequente é outra fonte de precisão, porque calcula a média de quaisquer variações na velocidade do relógio devido a mudanças na força do próprio remontoire. Se a taxa do relógio varia à medida que a mola do remontoire diminui, essa variação se repetirá continuamente, cada vez que o remontoire passar por seu ciclo, de modo que não terá efeito sobre a taxa de longo prazo do relógio.
O remontoire gravitacional foi inventado pelo relojoeiro suíço Jost Burgi por volta de 1595. Normalmente o "Kalenderuhr" (três meses consecutivos, acionado por mola, relógio de mesa com calendário) Burgi feito para William IV, Landgrave de Hesse-Kassel (ou Hesse-Cassel) (agora Inventário nº U 47 na Naturwissenschaftlich-Technische Sammlung em Kassel ) é considerado o relógio mais antigo sobrevivente com remontoire, mesmo que não forneça energia ao escape durante os poucos segundos do ciclo diário em que o peso do remontoire é enrolado pela mola. Hoje, os mecanismos de remontoire são todos projetados para fornecer energia ao escapamento durante o ciclo de reinicialização do remontoire.
O remontoire de primavera foi inventado pelo relojoeiro inglês John Harrison durante o desenvolvimento de seu cronômetro marinho H2 em 1739. O desenho de trabalho de Harrison do dispositivo está preservado na Biblioteca da Worshipful Company of Clockmakers em Londres, Inglaterra.
Muitos franceses e suíços fabricantes de relógios de bolso depois de 1860 foram carimbados no verso com a palavra remontoire. Isso significava apenas que eles não precisavam ser enrolados com uma chave (ou seja, eram enrolados pela então nova coroa enrolada dentro do pingente). Etimologicamente, o termo está correto, a mola principal é "rebobinada" por alguma outra força que não uma chave, mas esses relógios geralmente não contêm um remontoire como a palavra é usada hoje.

## Tipos
Remontoires são diferenciados por sua fonte de energia:
- Um remontoire gravitacional é aquele que usa um peso para gerar energia. É usado em relógios de pêndulo de precisão.
- Um remontoire de mola usa uma mola. É o único tipo que pode ser usado em relógios, uma vez que a força de um peso seria perturbada pelos movimentos do pulso do usuário
- Um remontoire elétrico pode ser do tipo gravidade ou mola. Nele, o peso ou mola é rebobinado eletricamente, com motor ou solenóide . É utilizado em relógios com movimentos mecânicos tradicionais que funcionam com eletricidade.

Eles também podem ser classificados por onde no trem de rodas o remontoire está localizado:
- Um remontoire de escape aplica sua força diretamente à roda de escape do escape. Remontoires de primavera eram geralmente desse tipo.
- Um remontoire de trem aplica sua força a uma das rodas rio acima do escapamento, geralmente na roda que aciona a roda de escape.

Antes do uso comum de relógios eletrônicos em automóveis, os relógios de automóveis tinham movimentos mecânicos, movidos por um remontoire elétrico. Uma mola de baixa potência seria enrolada a cada poucos minutos por um êmbolo em um solenóide, alimentado pela bateria de serviço do veículo e ativado por um interruptor quando a tensão da mola ficava muito baixa. Esses relógios eram, no entanto, notoriamente imprecisos, normalmente sendo feitos o mais barato possível.